# Jacob Birtwhistle
Jacob Birtwhistle, né le 4 janvier 1995 à Launceston en Tasmanie, est un triathlète  professionnel australien, champion d'Océanie en 2015.

## Biographie
Jacob Birtwhistle remporte onze médailles d'or dans les championnats australiens sur la piste d'athlétisme entre 15 et 18 ans. Il participe à son premier triathlon à l'âge de 12 ans mais décide de s'y consacrer pleinement après ses études secondaires. À l'âge de 18 ans, il fait le choix  de s'éloigner de sa ville natale de Launceston, en Tasmanie, pour rejoindre l'une des meilleures équipe de  formation en triathlon, à Valence en France. En 2016, il est champion du monde espoirs à Chicago. 

## Palmarès
Le tableau présente les résultats les plus significatifs (podium) obtenus sur le circuit national et international de triathlon depuis 2012,.
| Année | Compétition                                | Pays        | Position           | Temps           |
| ----- | ------------------------------------------ | ----------- | ------------------ | --------------- |
| 2025  | Ironman 70.3 Geelong                       | Australie   | Médaille d'argent  | 3 h 34 min 9 s  |
| 2024  | Ironman 70.3 Melbourne                     | Australie   | Médaille d'argent  | 3 h 37 min 7 s  |
| 2023  | Coupe d'Océanie - l'étape de Devonport     | Australie   | Médaille d'or      | 54 min 46 s     |
| 2023  | Ironman 70.3 Tasmanie                      | Australie   | Médaille d'or      | 3 h 49 min 20 s |
| 2019  | WTS Hambourg                               | Allemagne   | Médaille d'or      | 55 min 9 s      |
| 2019  | WTS Leeds                                  | Royaume-Uni | Médaille d'or      | 1 h 45 min 12 s |
| 2018  | Championnats du monde - Classement général |             | Médaille de bronze | 4884 points     |
| 2018  | WTS Yokohama                               | Japon       | Médaille d'argent  | 1 h 45 min 40 s |
| 2017  | WTS Hambourg                               | Allemagne   | Médaille d'argent  | 0 h 54 min 20 s |
| 2017  | WTS Edmonton                               | Canada      | Médaille d'argent  | 0 h 55 min 1 s  |
| 2016  | WTS Hambourg                               | Allemagne   | Médaille d'argent  | 0 h 52 min 36 s |
| 2016  | Grand Prix FFTri - l'étape de Dunkerque    | France      | Médaille d'or      | 0 h 53 min 26 s |
| 2015  | Championnat d'Océanie                      | Australie   | Médaille d'or      | 1 h 59 min 47 s |
| 2015  | Coupe d'Océanie - l'étape de Wollongong    | Australie   | Médaille d'or      | 54 min 58 s     |
| 2014  | Coupe d'Océanie - l'étape de Larache       | Maroc       | Médaille d'or      | 58 min 47 s     |
| 2014  | Coupe d'Afrique - l'étape de Mooloolaba    | Australie   | Médaille d'or      | 1 h 52 min 7 s  |
| 2012  | Coupe d'Océanie - l'étape de Tahiti        | Tahiti      | Médaille d'or      | 0 h 56 min 13 s |

| Année | Compétition                          | Pays                | Position           | Temps           |
| ----- | ------------------------------------ | ------------------- | ------------------ | --------------- |
| 2022  | Jeux du Commonwealth - Birmingham    | Royaume-Uni         | Médaille de bronze | 1 h 19 min 28 s |
| 2019  | WTS Abou Dabi                        | Émirats arabes unis | Médaille d'or      | 1 h 24 min 16 s |
| 2018  | WTS Edmonton                         | Canada              | Médaille d'or      | 1 h 19 min 29 s |
| 2018  | Championnat du monde en relais mixte | Allemagne           | Médaille d'argent  | 1 h 20 min 49 s |
| 2017  | Championnat du monde en relais mixte | Allemagne           | Médaille d'or      | 1 h 22 min 38 s |
| 2016  | Championnat du monde en relais mixte | Allemagne           | Médaille d'argent  | 1 h 20 min 58 s |